# Pajtim Kasami
Pajtim Kasami (født 2. juni, 1992 i Struga, Makedonien) er en schweizisk fodboldspiller af albansk oprindelse, som spiller for Sion. 
Kasami har tidligere i sin karriere repræsenteret schweiziske Bellinzona og italienske Palermo på senior-niveau, mens han som ungdomsspiller havde ophold i Winterthur, Grasshopper, Liverpool og Lazio. Han skiftede til Fulham den 25. juli, 2011, og fik sin debut få dage senere i en Europa League kvalifikationskamp mod kroatiske RNK Split.

## Tidligere karriere
Kasami blev født i Struga, Makedonien af en albansk familie. Kasami startede sin karriere i 2003 hos den schweiziske klub Winterthur før han skiftede Grasshopper i Zürich i 2006. I 2008 blev han lejet ud til Liverpool. Den 2. februar 2009, da han var 16 år, flyttede han til Lazio i den italienske Serie A.